# Міст імені Євгенії Бош
Мі́ст і́мені Євге́нії Бош — міст через Дніпро, що існував у 1925—1941 роках у Києві. Знищений радянськими військовими саперами у вересні 1941 при відступі Червоної Армії з України.

## Опис
9 червня 1920 року відступаючими поляками була підірвана перша від правого берега опора Миколаївського ланцюгового мосту. Розірвані ланцюги потягнули за собою всю споруду.
У 1921 році Відновлювальний загін Народного комісаріату шляхів підірвав залишки ланцюгів, що заважали навігації. Вони потонули. Після цього Ланцюговий міст не був відновлений вже ніколи. У період 1921—1923 років розглядалися різні проєкти відтворення моста: від відновлення в колишньому вигляді шляхом підйому і ремонту ланцюгів та відновлення підірваної опори до проєкту з капітальної перебудовою пілонів.
Всі проєкти відновлення за старою ланцюговою схемою були відкинуті, бо не було технічної можливості підняти з дна річки уламки моста.
До відбудови мосту вирішили повернутися наприкінці 1921 року, однак проєкт капітальної реконструкції (по суті, нової споруди) Є. О. Патон надав лише в січні 1924 року. До того часу мостобудівна наука довела, що ланцюгова конструкція погано пристосована для багатопрогонових мостів: сильно коливається під навантаженням і повністю руйнується при пошкодженні в будь-якому місці. Тому вирішили використати опори, що збереглися, але прийняли рішення будувати міст за балковою схемою. Новий міст, із судноплавним прольотом на 4,2 м вище від попереднього, побудували з двотаврових балок, що залишилися на берегах Дніпра після розбирання в 1919 році стратегічних шосейних мостів київського району. Нова конструкція забезпечувала більшу вантажопідйомність, ширину і кращу питому вагу мосту (відношення ваги витраченого металу до корисної вантажопідйомності моста).
Будівництво йшло 10 місяців. Новий міст був відкритий 10 травня 1925 року й був названий на честь більшовички, що воювала проти УНР у Радянсько-українській війні, Є. Б. Бош, яка наклала на себе руки за кілька місяців до відкриття мосту. Одночасно з відкриттям мосту був відновлений рух бензотрамвая до Дарниці. 1 червня 1926 року трамвайну лінію на лівобережжя було електрифіковано.
Міст імені Євгенії Бош був замінований та підірваний останнім із знищенних радянськими військами мостів Києва — 18 вересня 1941 року о 14:40 спеціальним інженерно-саперними підрозділом 37-ї радянської Армії під командуванням полковника Олександра Голдовича при відступі Червоної армії з міста. Кадри зі зруйнованим мостом можна побачити у випуску № 578 [Архівовано 28 червня 2014 у Wayback Machine.] німецького кіножурналу Die Deutsche Wochenschau, присвяченому взяттю Києва, на кольоровій фотографії Й. Хеле (нім. Johannes Hähle), датованої початком вересня 1941 року, а також в словацькій кінохроніці [Архівовано 23 травня 2016 у Wayback Machine.] про візит до Києва Й. Тісо. Після Другої світової війни не відновлювався.

## Після зруйнування
Опори мосту збереглися до середини 1960-х років, деякий час вони використовувалися для лінії електропередачі, і були підірвані під час спорудження моста Метро, що був побудований дещо північніше.
Навесні 2010 року, внаслідок тимчасового зниження рівня води, можна було побачити залишки трьох опор старого моста.

## Зображення

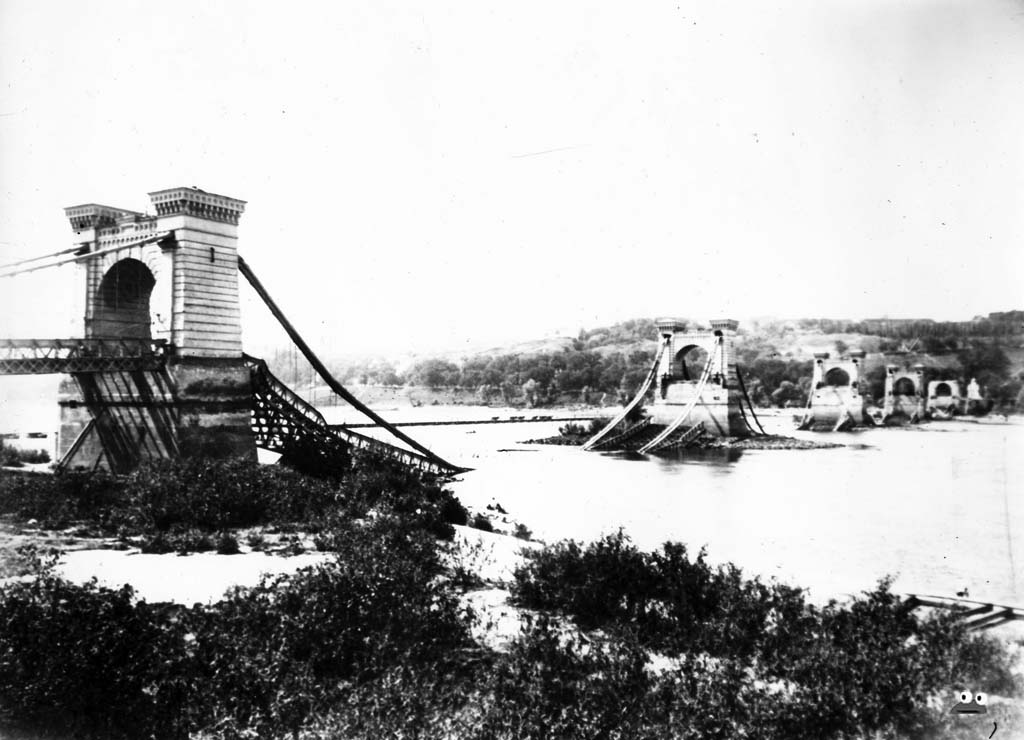
Зруйнований Ланцюговий міст в Києві, перша половина 1920-х років
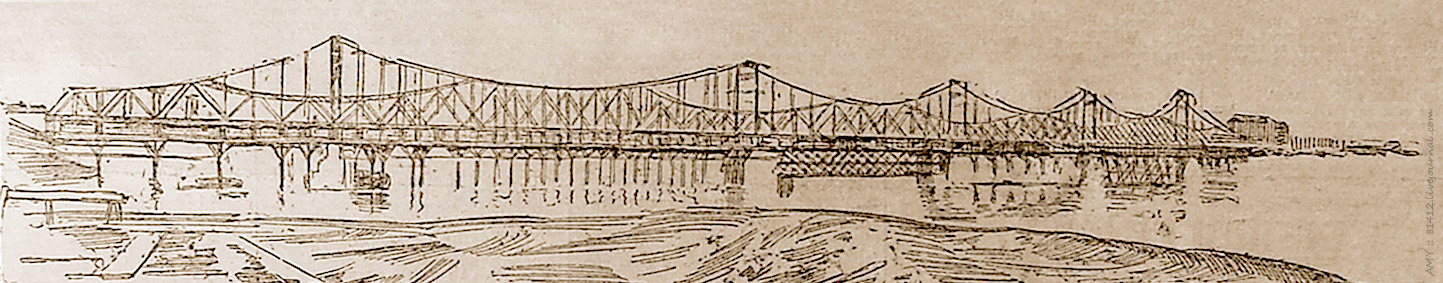
Міст ім. Євгенії Бош у Києві, газета «Більшовик», 10 травня 1925 року
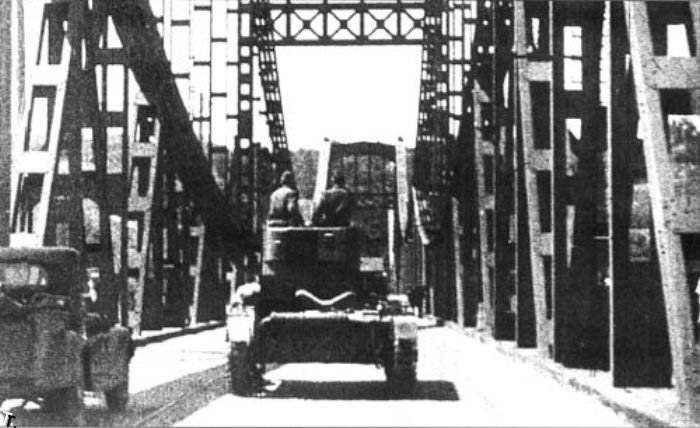
Радянський танк Т-26 на мосту ім. Євгенії Бош, літо 1941 року
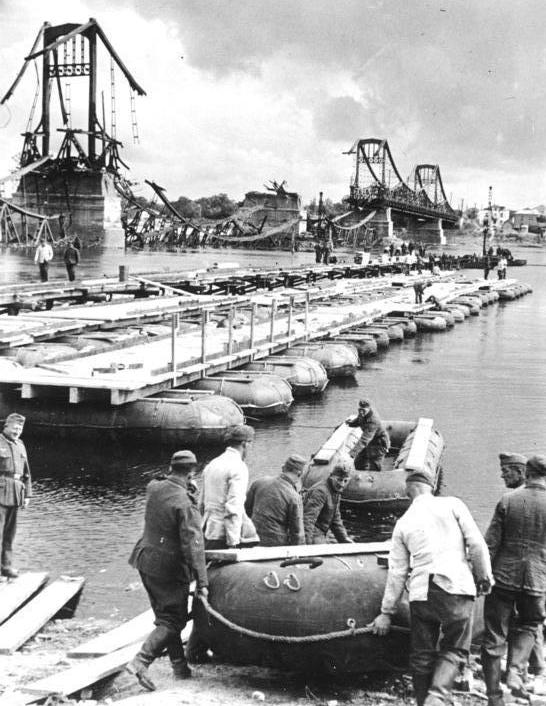
Німецькі вояки наводять понтонну переправу біля зруйнованого моста ім. Євгенії Бош, вересень 1941 року
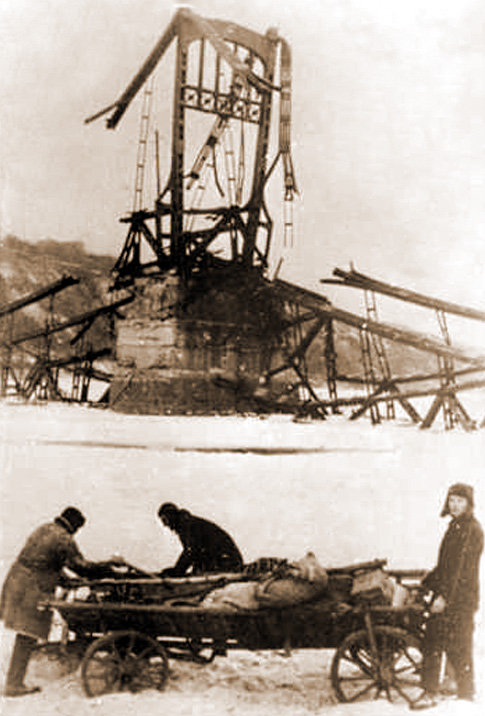
Зруйнований міст ім. Євгенії Бош, зима 1942 року
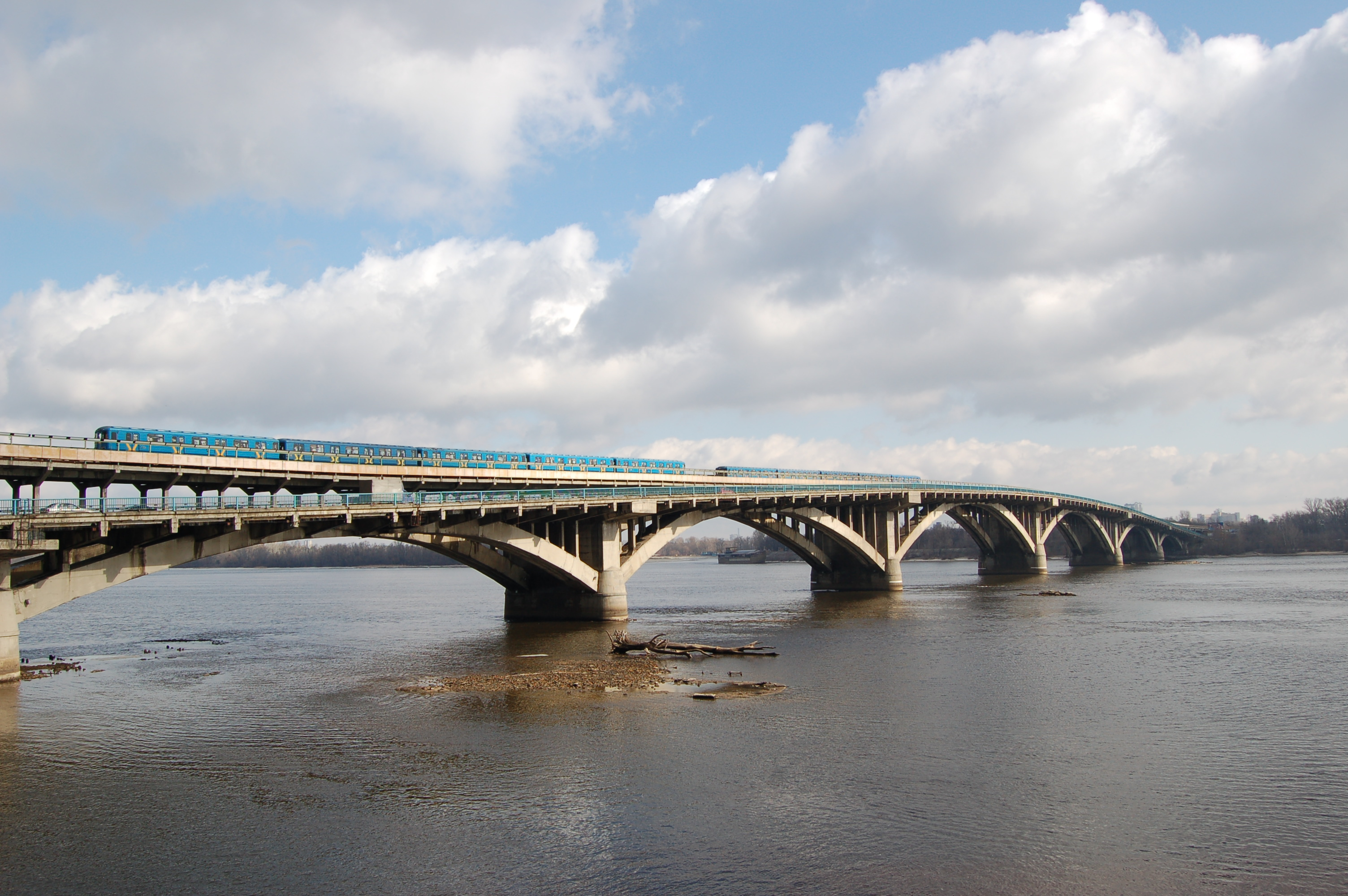
Залишки опор моста ім. Євгенії Бош біля моста Метро в Києві, березень 2010 року
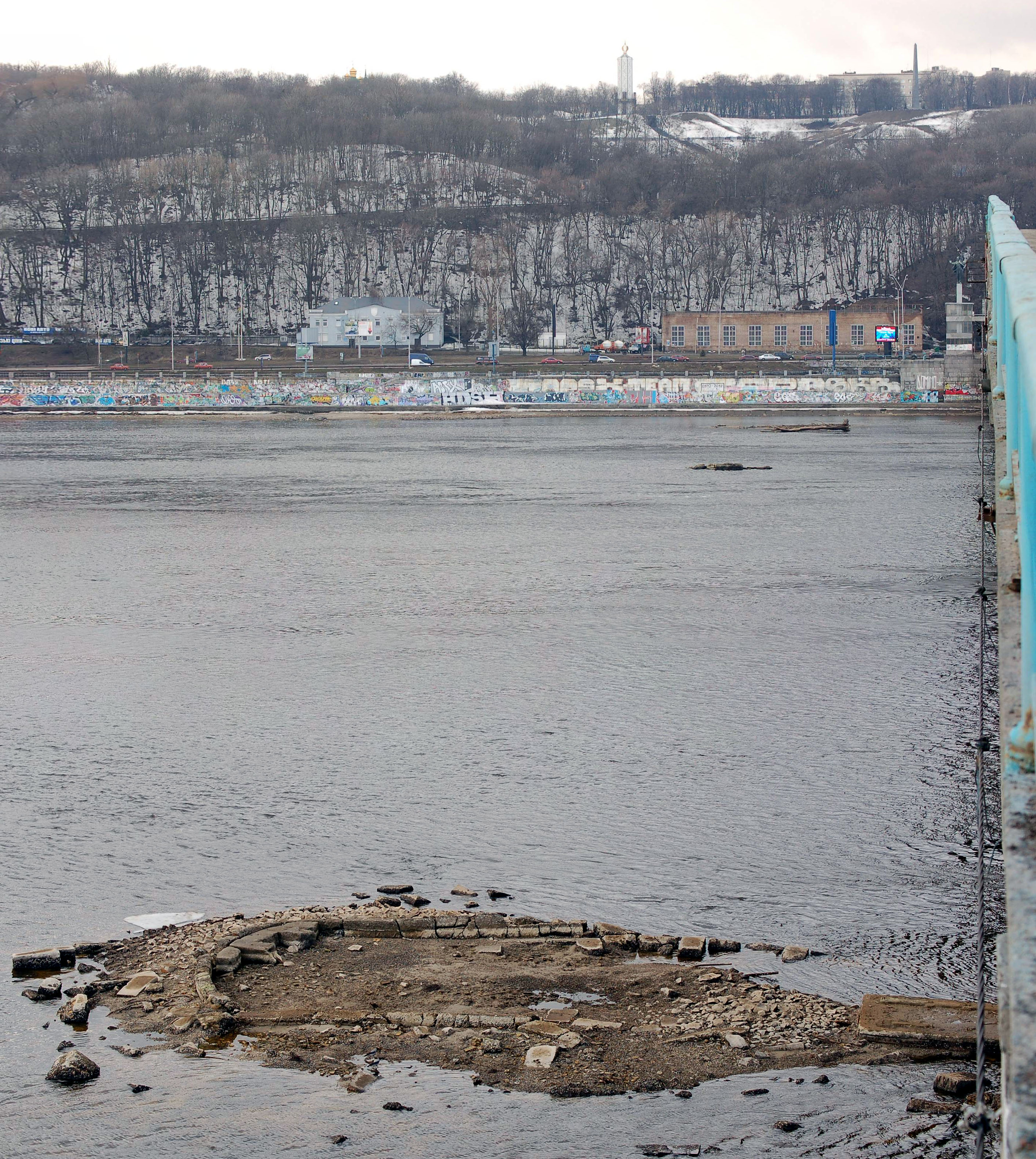
Залишки опор моста ім. Євгенії Бош біля моста Метро в Києві, березень 2010 року
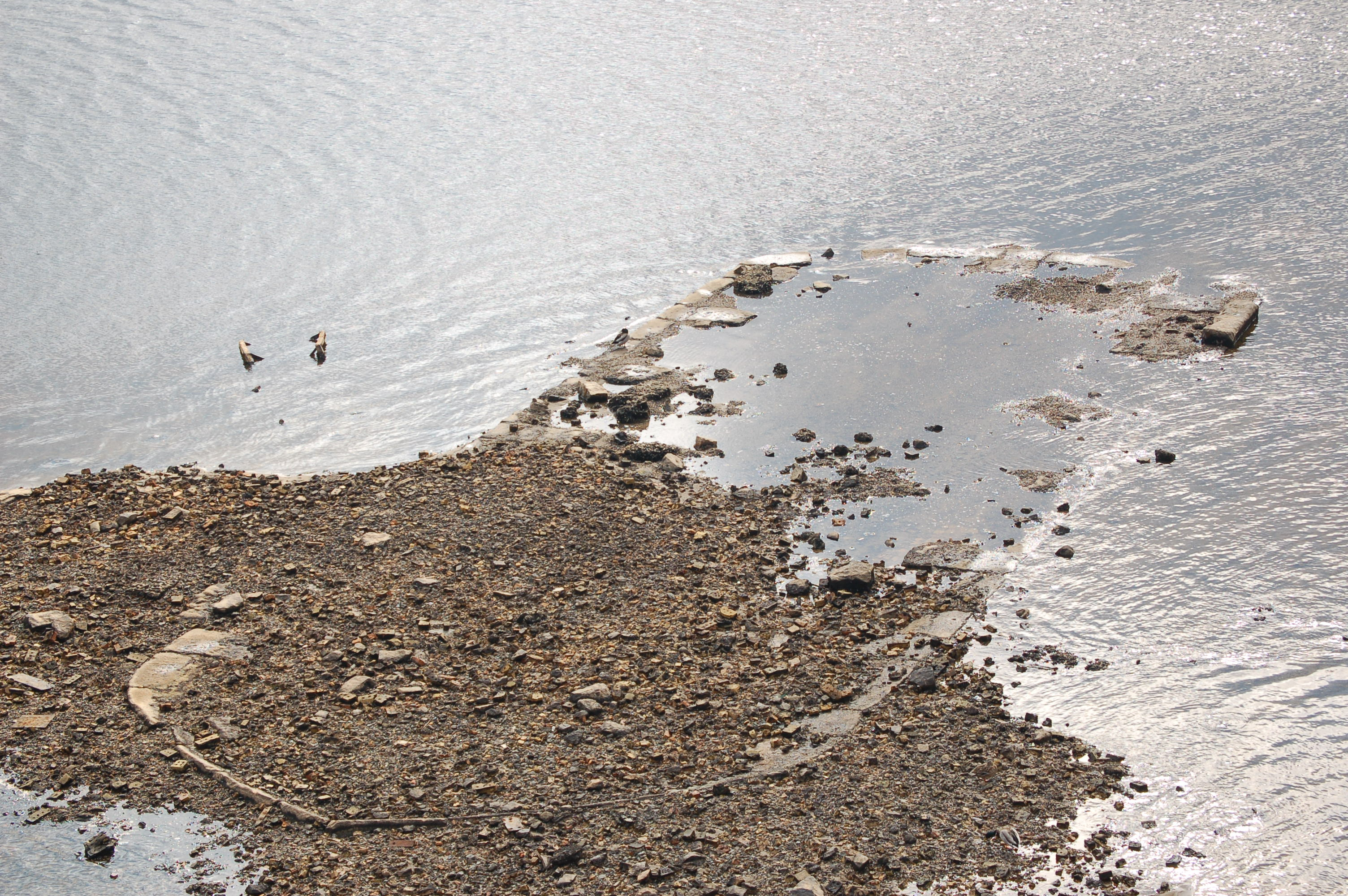
Залишки першої опори моста ім. Євгенії Бош біля моста Метро в Києві, березень 2010 року
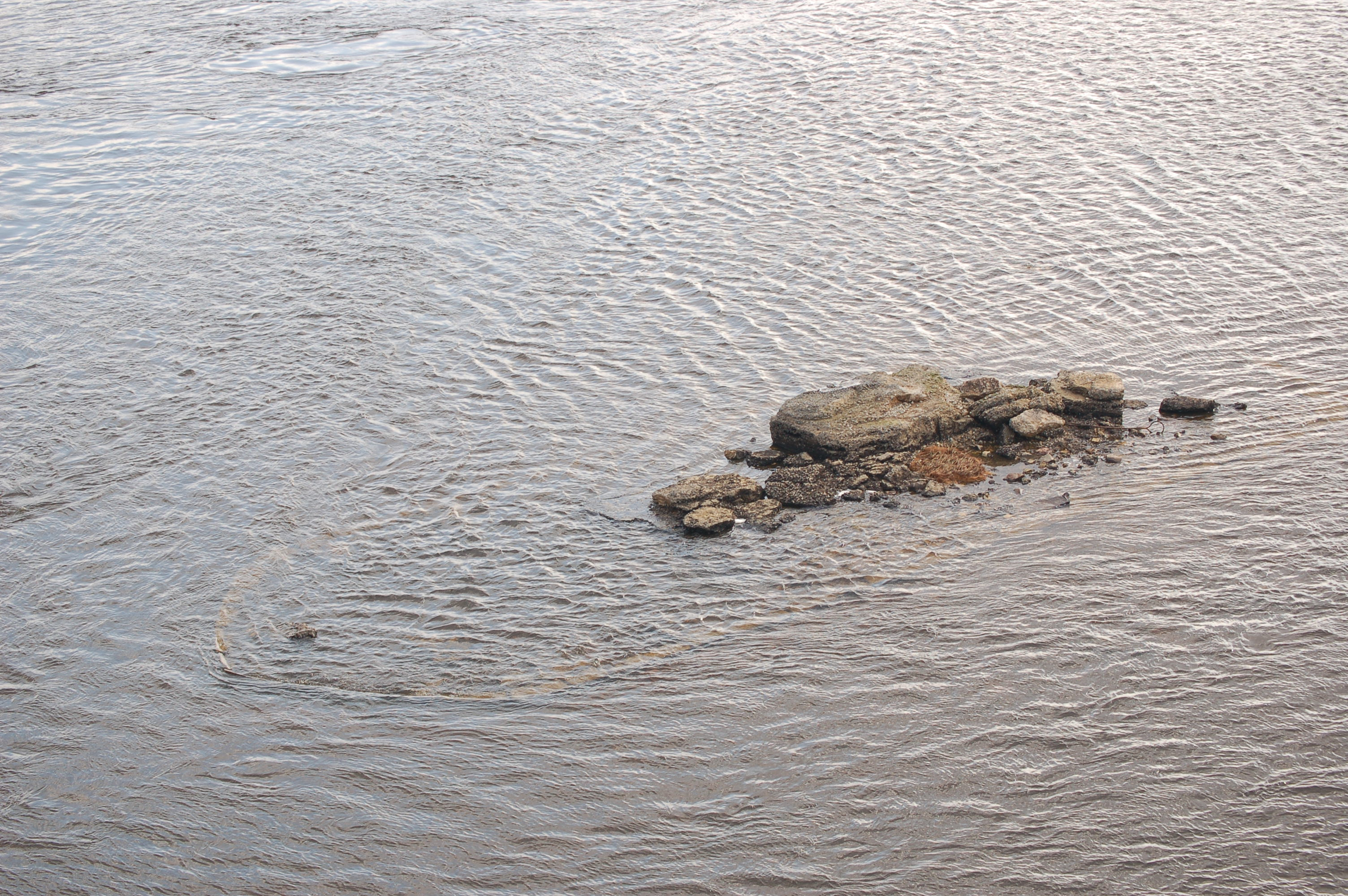
Залишки другої опори моста ім. Євгенії Бош біля моста Метро в Києві, березень 2010 року
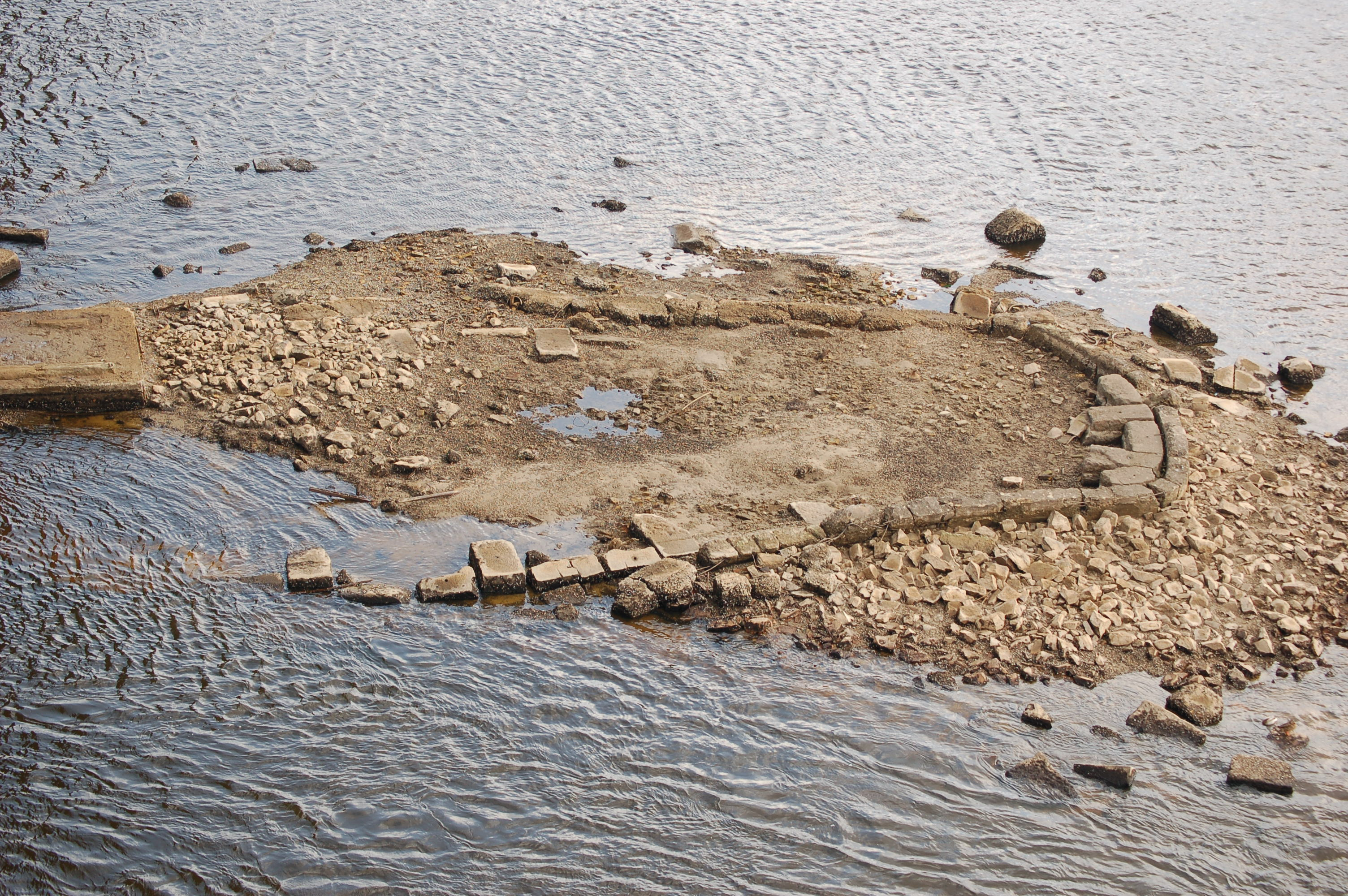
Залишки п'ятої опори моста ім. Євгенії Бош біля моста Метро в Києві, березень 2010 року